# 宮河マヤ
宮河 マヤ（みやがわ まや、1990年9月1日 - ）は、日本のフィットネスモデル、タレント、 バックラインスタイリスト。

## 人物
1990年9月1日、オランダのアムステルダムで、オランダ人の父親と、日本人の母親の間に生まれる。2歳までオランダ在住。
- 幼少時代より、モデルとして活躍。
- 趣味は、音楽鑑賞、映画鑑賞、読書。
- 特技は水泳、クロスカントリー、バレーボール。
- 語学は堪能で、日本語、英語、韓国語のトリリンガルである。
- 無類の動物好きである。現在の愛犬はエルフィー、コービー(名前の由来はコービー・ブライアントより)、先代の愛犬エイラとは幼少の時から19年共に過ごした。
- 自身の髪色、瞳の色、睫毛の長さは、お気に入りである。
- 東京スーパーモデルコンテストで応募6,000人中のファイナリスト12人に選ばれる。
- 「ガリガリ君」が大好きで、自身のblogにも、よく書き込んでいる。
- 歌手「AISHA」とは、小学校以来の友人である。

## 出演

### 雑誌
- 「vivi」(講談社)
- 「an・an」(マガジンハウス)
- 「GLITTER」(トランスメディア)
- 「風とロックとユナイテッドアローズ」（流行通信）
- 「S Cawaii!」（主婦の友社）
- 「Warp Lovers」(トランスワールドジャパン)
- 「ゼクシー」(リクルート)(2011年7月～)

### イベント
- 「TOKYO GIRLS COLLECTION」(横浜アリーナ2007年3月3日)(2015 Spring/Summer 2月28日)
- 「Roxy&Quiksilver Fashion Show」
- 「JUN JAYRO WHIT」
- 「雷ライブ」(MC)(浅草東洋館)
- 「YOSHIMOTO WONDERCAMP」2011浴衣DEお笑いファッションショーin代々木コレクション（MC）
- 「神戸コレクション」(2011AUTUMN/WINTER)(KOBE2011年9月4日、TOKYO17日)
- 「Lois CRAYON」(2012Spring&Summer Collection)
- 「TOKYO RUNWAY」(2012 Spring&Summer )
- 「Asia Model Festival」 (2013 Star賞受賞)
- 「TOKYO GIRLS RUN」(4期、5期生)

### CM
- 「日本ケンタッキーフライドチキン」
- 「富士サファリパーク」
- 「千葉県牛乳普及協会」
- 「SO-NET積み立て貯金2010年」(年間イメージガール)(ソニー銀行)
- 「上野精養軒」(ブライダルフェア webイメージガール)
- 「NTTドコモ」(STYLE series P-03D)
- 「JINS」(J!NS PC Web(1 DAY SCROLL))
- 「アサヒビール」(ゼロカク)
- 「ジョージア (缶コーヒー) 」(専門店のプレミアムカフェラテ)
- 「CASIO」(デジタルカメラ (EXILIM EX-FR10))

### テレビ番組
- 「笑っていいとも!」(フジテレビ)
- 「フルーツサンデー」（NHK）レギュラー
- 「天てれドラマ」「気分は名探偵!〜人形の落とし主を探せ!〜」 (NHK) 絵本から飛び出してきたお花畑のお姫様役)
- 「Film Factory」（テレビ東京）
- 「踊る!さんま御殿!!」 （日本テレビ）（2009年2月10日）(2015年3月3日)
- 「G-station」（MX-TV）(2009年)
- 「ドライブ A GO!GO!」 （テレビ東京）（2009年11月15日）
- 「Take Me Out-テイク ミー アウト」  (TBS)(2010年3月18日)
- 「コード・ブルー -ドクターヘリ緊急救命- 2nd season」第8話  (フジテレビ)  (2010年3月1日)
- 「ドライブ A GO!GO!」 “塩の道ドライブ” （テレビ東京）（2010年3月14日）
- 「さまぁ〜ずのヤリタ☆ガ〜リ〜」
- 「全開ガール」第4話  (フジテレビ) (2011年8月1日)
- 「眠れぬ街のアプリンス」  (日本テレビ)（2011年9月2、16日）
- 「（WOWOW）ぷらすと」 (ユーストリーム配信)(2011年9月1日～2014年3月31日)
- 「ロンドンハーツ」(テレビ朝日)『ドッキリで発掘!ロンハーにも出る女性ハーフタレント☆オーディション』(2014年7月22日)(3時間スペシャル2014水泳大会)(2014年9月30日)
- 「お願い!ランキング」 (テレビ朝日)(2014年8月26日)
- 「トリマキーマン」  (日本テレビ) (2014年9月7日)
- 「今夜くらべてみました」  (日本テレビ) (2014年9月23日)
- 「チャンネル生回転TV Allザップ!」  (BSスカパー!) (2015年1月27日・3月19日・2015年3月31日から映画コーナーレギュラー)
- 「サンデー・ジャポン」  (TBS)（2015年2月8日）
- 「メッセンジャー&なるみの大阪ワイドショー」  (毎日放送）（2015年2月12日）
- 「5時に夢中!」  (TOKYO MX）（2015年3月16日）
- 「バラいろダンディ」  (TOKYO MX）（2015年4月15日・10月15日・11月12日・2016年3月3日・2016年4月5日から火曜レギュラー）

### ミュージックビデオ
- AISHA 『MAKE L♡VE』(2014年)
- ゴールデンボンバー『ローラの傷だらけ』（2014年）
- ナルバキスン  『D-LITE』(2014年)

## 参考
1. ↑  宮河　麻耶＿ワンライフモデルオーディション